# AvIn Guarda-Marinha Brito (U-12)
O AvIn Guarda-Marinha Brito (U-12) é um Aviso de Instrução da Marinha do Brasil. A embarcação da Classe Aspirante Nascimento, foi construída pela Empresa Brasileira de Construção Naval (EBRASA) em Itajaí (SC) e incorporada à Armada Brasileira a 22 de julho de 1981.

## Missão

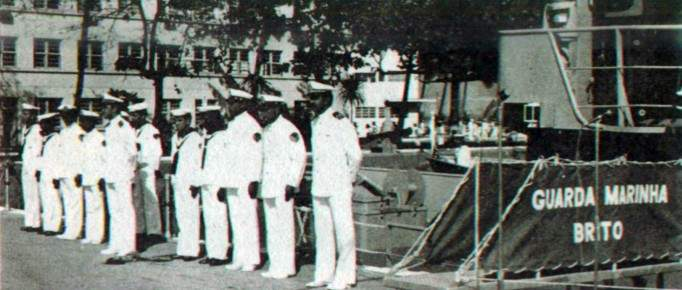
O Guarda-Marinha Brito durante sua incorporação à Armada.

O AvIn Guarda-Marinha Brito está subordinado à Escola Naval.
O navio contribui para a formação prática dos futuros Oficiais da Marinha, nas áreas de Náutica, Máquinas, Armamento, Comunicações e Manobras.
As embarcações de aviso também têm sido utilizadas para a familiarização de embarque dos alunos da Escola de Formação de Oficiais da Marinha Mercante (EFOMM).
A embarcação navega sob o lema "Instrução é nosso Grito".